# 이, 기적인 남자
"이,기적인 남자"(MR. EGOTISTIC)는 한국에서 제작된 김재식 감독의 2017년 드라마 영화이다. 박호산 등이 주연으로 출연하였다.

## 출연

### 주연
- 박호산
- 최유하
- 조은빛

### 조연
- 황성준
- 김주희
- 홍윤희
- 김근수

## 기타
- 조명: 이재건